# Chauliodus danae
Chauliodus danae és una espècie de peix de la família dels estòmids i de l'ordre dels estomiformes.

## Morfologia
- Els mascles poden assolir 15 cm de longitud total.[1][2]

## Alimentació
Menja peixos i crustacis.

## Hàbitat
És un peix marí i d'aigües profundes que viu fins als 500 m de fondària.

## Distribució geogràfica
Es troba a l'Atlàntic oriental (des de Portugal fins a Cap Verd), l'Atlàntic occidental (el Golf de Mèxic i l'est del Carib) i l'Atlàntic nord-occidental (Canadà).